# 전도전
전도전(본명: 전병옥, 1956년 3월 1일 ~ )은 대한민국의 가수이다.

## 학력
- 경기대학교 경영학과 졸업

## 데뷔
- 2003년 1집 앨범 '뻥이야 뻥'

## 음반
- 2013년 보석같은 사람
- 2005년 보석같은 사람 / 뻥이야 뻥
- 2003년 뻥이야 뻥